# 100596 Perrett
100596 Perrett este un asteroid din centura principală de asteroizi.

## Descriere
100596 Perrett este un asteroid din centura principală de asteroizi. A fost descoperit pe 9 august 1997 la Dominion Astrophysical Observatory de David D. Balam. Asteroidul prezintă o orbită caracterizată de o semiaxă mare de 3,03 ua, o excentricitate de 0,19 și o înclinație de 10,4° în raport cu ecliptica.